# HTL Jenbach
Die HTBLA Jenbach (Höhere technische Bundeslehranstalt Jenbach) ist eine Höhere Technische Lehranstalt in Jenbach, Tirol. Damit ist sie neben der Chemie HTL Kramsach die einzige HTL im Tiroler Unterland und bietet knapp 500 Schülern Platz, die von 60 Lehrpersonen unterrichtet werden.

## Geschichte
Mitte der 1960er-Jahre gab es bereits erste Gedanken zur Planung einer höheren Schule in Jenbach. Ursprünglich sollte ein Musisch-Pädagogisches Gymnasium entstehen. 1968 wurde aufgrund der industriellen und wirtschaftlichen Voraussetzungen am Standort in Zusammenarbeit mit dem Landesschulrat von Tirol und der Gemeinde Jenbach allerdings der Entschluss gefasst, eine Höhere Technische Lehranstalt zu errichten. Gefestigt wurde der Entschluss durch die Jenbacher Werke, die in den ersten Jahren die betriebseigene Werkstätte zur Verfügung stellten. Im selben Jahr wurde auch das Grundstück von der Gemeinde Wiesing abgekauft und 1976 in die Gemeinde Jenbach eingemeindet.
Beginnend im Unterrichtsjahr 1971/72, fand der Unterricht der Abteilung Maschinenbau die ersten Jahre als ausgegliederte Klasse der HTL Anichstraße in Innsbruck statt. Der Werkstättenunterricht wurde in einer angemieteten Werkshalle der Jenbacher Werke durchgeführt. Im Februar 1974 wurde der Vertrag zwischen der Republik Österreich, dem Land Tirol und der Gemeinde Jenbach abgeschlossen, welcher die Errichtung der Expositur Jenbach der HTL Anichstraße in Innsbruck beschreibt. Ernst Seidl war der erste Leiter der neu gegründeten HTL Jenbach. Im Schuljahr 1975/76 erfolgte die erste Reifeprüfung der HTL Jenbach unter dem Vorsitz des ehemaligen Sektionschefs Molzer. 1975 wurde die Neuerrichtung des Schulgebäudes beschlossen, der Bau begann im Oktober 1979. Ab dem 1. Jänner 1979 wurde die Expositur Jenbach verselbstständigt.
Ab dem Unterrichtsjahr 1980/81 wurde der erste Jahrgang der Höheren Abteilung für Maschinenbau-, Installations-, Heizungs- und Klimatechnik eröffnet. Im Herbst 1981 waren die neuen Werkstätten bezugsfertig und im September 1982 konnte auch das restliche Gebäude bezogen werden. Die Einweihung des Neubaus fand im Jänner 1983 statt. Hier waren unter anderem der damalige Unterrichtsminister Fred Sinowatz und der Präsident des Landesschulrates für Tirol Fritz Prior anwesend. Im Unterrichtsjahr 1992/93 wurden auch die Abteilungen Wirtschaftsingenieurwesen sowie Maschinenbau, Gebäudeausrüstung und Energieplanung in den Lehrplan aufgenommen. Diese wurden im Jahr 2011 geteilt, seitdem ist die Abteilung Gebäudetechnik eigenständig.

## Abteilungen
In drei Abteilungen werden fünf Schwerpunkte angeboten. Diese können nach fünfjähriger Ausbildung mit der Matura abgeschlossen werden. In der Gebäudetechnik steht alternativ ein sechssemestriges Kolleg für Berufstätige zur Verfügung.
- Industrial Engineering and Management
  - Konstruktion und Produktentwicklung
  - Fertigungstechnik
- Maschinenbau
  - Maschinen- und Anlagentechnik
  - Automatisierungstechnik – Mechatronik
- Gebäudetechnik
  - Aufbaulehrgang – Kolleg für Berufstätige

## Werkstätten und Labors
In den zahlreichen Werkstätten und Labors wird den Schülern ab der ersten Klasse das Wissen auch in praktischer Anwendung vermittelt. Ab der dritten Klasse unterscheidet sich die praktische Tätigkeit je nach Ausbildungszweig.

## Schulbuffet
Ein Schulbuffet steht in der Aula täglich zur Verfügung.

## Zentralmatura
Laut den im Schulorganisationsgesetz festgelegten Richtlinien ist in jeder Höheren Technischen Lehranstalt eine standardisierte Reife- und Diplomprüfung, auch als Zentralmatura bezeichnet, mit einer Abschlusspräsentation der Arbeit vorgesehen. Der Aufgabenbereich muss nicht der gewählten Richtung in der HTL entsprechen, sondern kann eine andere Richtung einschlagen. Weiters führt die Maturaarbeit zur Universitätsreife.

## Elternverein
Drei Vertreter des Vereinsvorstands aus dem Elternverein sind im Schulgemeinschaftsausschuss stimmberechtigt. Der Ausschuss genehmigt diverse finanzielle Unterstützungen für schulinterne Projekte und die jährliche Abschlussfeier der Maturanten der HTL.

## Kolpingheim
In Jenbach existiert ein Schülerheim (Kolpingwerk), welches gemeinsam von Schülern der ebenfalls ansässigen Fachberufsschulen und der Berufsbildenden Höheren Schulen genutzt werden kann. Vor allem Schüler mit langen Schulwegen sind hier untergebracht. Es bietet Platz für knapp 100 Schüler. 

## Bekannte Absolventen
- Thomas Zass (* 1989), Volleyballspieler